# Söderby, Danmarks socken
Söderby är en by i Danmarks socken, Uppsala kommun.
Byn omtalas första gången 1296 ('de Sudherby') då Hagbard i Söderby ingick i den nämnd som utarbetade Upplandslagen. Julina Hagbardsdotter änka efter Nils Ubbesson bytte 1298 bort sin gård ('curia sua Sudherby') till sin släkting Bengt Beosson. 1540-68 omfattade byn 1 och ett halft mantal kyrkojord, 1 mantal frälse och 2 arv och eget (från 1551 3, det tillkomna mantalet tillhörde 1540 Sankta Klara kloster, 1547 Danvikens hospital). Från 1542 finns även ett frälsetorp i byn. Från 1500-talet var Söderby indelat i Lilla Söderby och Stora Söderby.
I samband med byggnation av motorvägen mellan Arlanda och Uppsala 1968-71 så grävdes bygravfältet i Söderby (RAÄ 98 Danmark) ut. Grafältet bestod av ett 70-tal gravar från vendel-vikingatid. I de flesta gravarna påträffades rikligt med fynd: pärlor i glas, bergkristall och karneol, spelbrickor, svärd, spjut- och pilspetsar med mera. Bland de mera ovanliga föremålen märks beslag från ett bälte med silvernitar och remände beslag i born med ansiktsmasker och ett lås av järn.